# Chosen Lords
Chosen Lords es un álbum de Richard D. James, publicado bajo sus alias AFX y Aphex Twin. Se trata de un CD recopilatorio de temas previamente publicados solo en vinilo como parte de la serie Analord.
8 de las 10 canciones figuran bajo el seudónimo "AFX", mientras que "Fenix Funk 5" y "XMD 5a" aparecen bajo el alias Aphex Twin.
Chosen Lords alcanzó el puesto #82 en la lista de éxitos UK Albums Chart.

## Recepción
La respuesta inicial de la crítica a Chosen Lords fue positiva. Para Metacritic, que asigna una calificación normalizada sobre 100 a partir de reseñas de críticos mainstream, el álbum fue recibido con una media de 81, con datos basados en 19 reseñas.

## Lista de canciones
1. Aphex Twin - "Fenix Funk 5" – 5:06
2. AFX - "Reunion 2" – 5:15
3. AFX - "Pitcard" – 6:25
4. AFX - "Crying In Your Face" – 4:29
5. AFX - "Klopjob" – 5:32
6. AFX - "Boxing Day" – 6:50
7. AFX - "Batine Acid" – 5:34
8. AFX - "Cilonen" – 5:42
9. AFX - "PWSteal.Ldpinch.D" – 3:48
10. Aphex Twin - "XMD 5a" – 7:58